# Sicco Mansholt

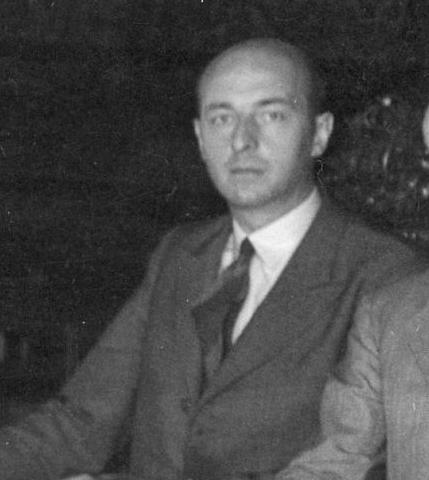
Sicco Mansholt (1946)

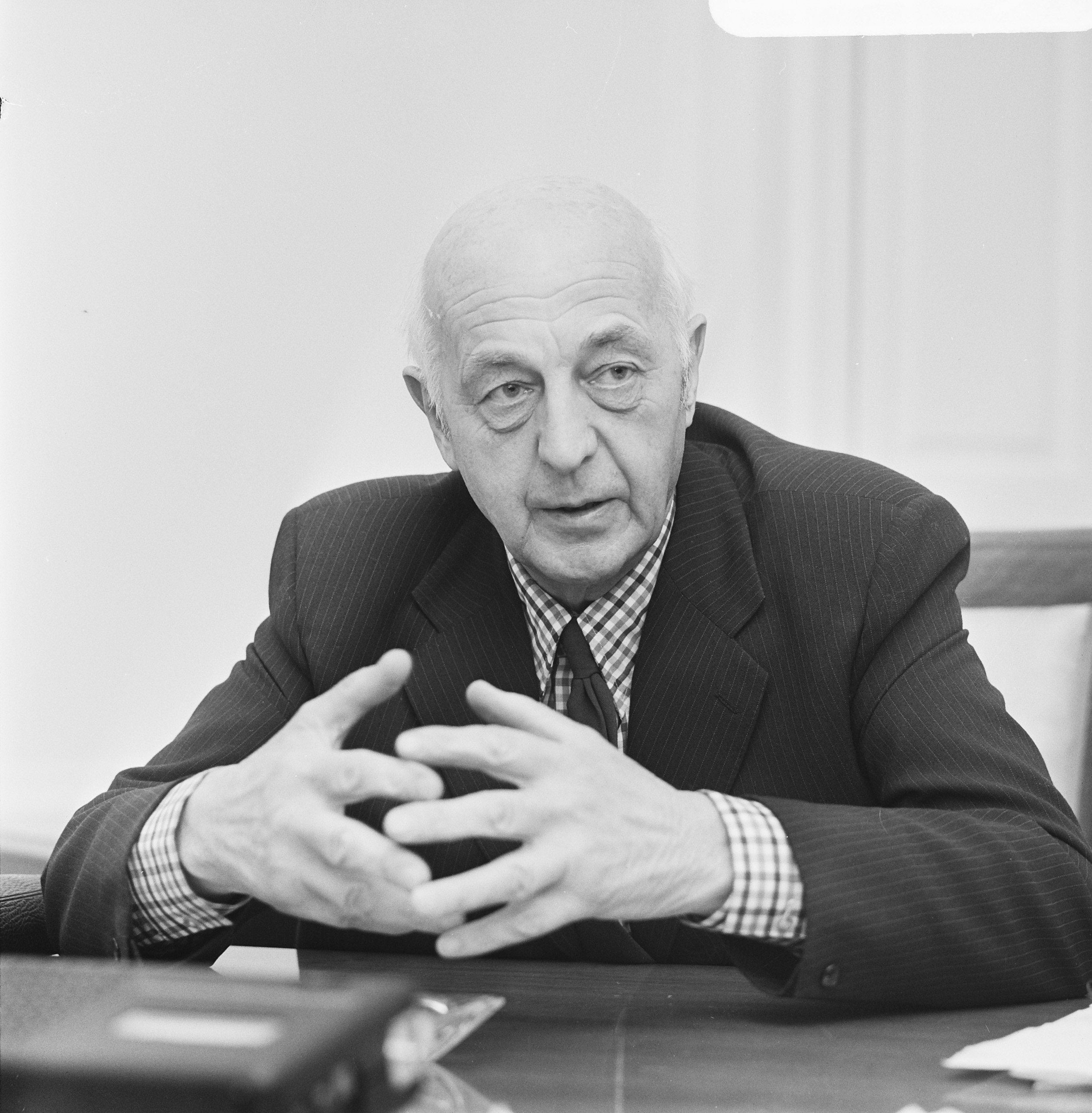
Sicco Mansholt (1974)

Sicco Leendert Mansholt (* 13. September 1908 in Ulrum; † 29. Juni 1995 in Wapserveen, heute zu Westerveld) war ein niederländischer Politiker. Er war Präsident der Europäischen Kommission. Mansholt gilt als Begründer der Gemeinsamen Agrarpolitik.

## Leben
Sicco Mansholt kam aus einer sozialdemokratisch gesinnten Großbauernfamilie aus Groningen. Mansholt besuchte die „Tropische Landwirtschaftsschule“ in Deventer, wo er eine Ausbildung zum Tabakspflanzer machte. Anschließend studierte er Agrarwissenschaft und arbeitete von 1929 bis 1931 als Assistent an einem landwirtschaftlichen Institut.
1934 zog er nach Java, um dort als Beamter auf einer Teeplantage zu arbeiten. Da ihn das Kolonialsystem bedrückte, kehrte er 1936 wieder in die Niederlande zurück. Er wollte Landwirt werden und siedelte sich 1937 auf dem seit 1934 in Kultur genommenen Wieringermeer-Polder an, wo er einen Landwirtschaftsbetrieb führte.
Er wurde Mitglied der Sociaal Democratische Arbeiders Partij (SDAP), wurde Schriftführer der dortigen SDAP-Ortsgruppe und bekleidete dort auch verschiedene andere öffentliche Funktionen, darunter die des Bürgermeisters von Wieringermeer. Während des Zweiten Weltkrieges war er im Widerstand gegen den Nationalsozialismus aktiv. Mansholt verbarg nicht nur Untergetauchte im Wieringermeer-Polder, er organisierte auch die heimliche Lebensmittelversorgung für die westlichen Provinzen der Niederlande. Nach dem Ende der deutschen Besatzung hatte Mansholt kurz das Bürgermeisteramt in Wieringermeer inne.
Im Juni 1945, holte ihn Premierminister Willem Schermerhorn von der PvdA als Minister für Landwirtschaft, Fischerei und Lebensmittelversorgung in sein Kabinett, wo er mit 36 Jahren der jüngste Minister war.
Er war Mitglied von sechs Regierungen:
- Kabinett Schermerhorn-Drees (1945)
- Kabinett Beel 1 (1946)
- Kabinett Drees-Van Schaik (1948)
- Kabinett Drees 1 (1951)
- Kabinett Drees 2 (1952)
- Kabinett Drees 3 (1956)

Unter Mansholt erhielt das Landwirtschaftsministerium in den Niederlanden eine Machtstellung, die es vergleichbar in keinem anderen europäischen Land hatte. Die niederländische Landwirtschaft brachte er auf einen Modernisierungs-, Veredelungs- und Exportkurs, den sie bis heute verfolgt. Zudem galt Mansholt als einer der wichtigsten Politiker der sozialistischen Partei der Niederlande. 1950 legte er den europäischen Regierungen den „Mansholt-Plan“ vor, eine agrarpolitische Entsprechung zum Schuman-Plan, die jedoch von den meisten Regierungen abgelehnt und nie umgesetzt wurde.

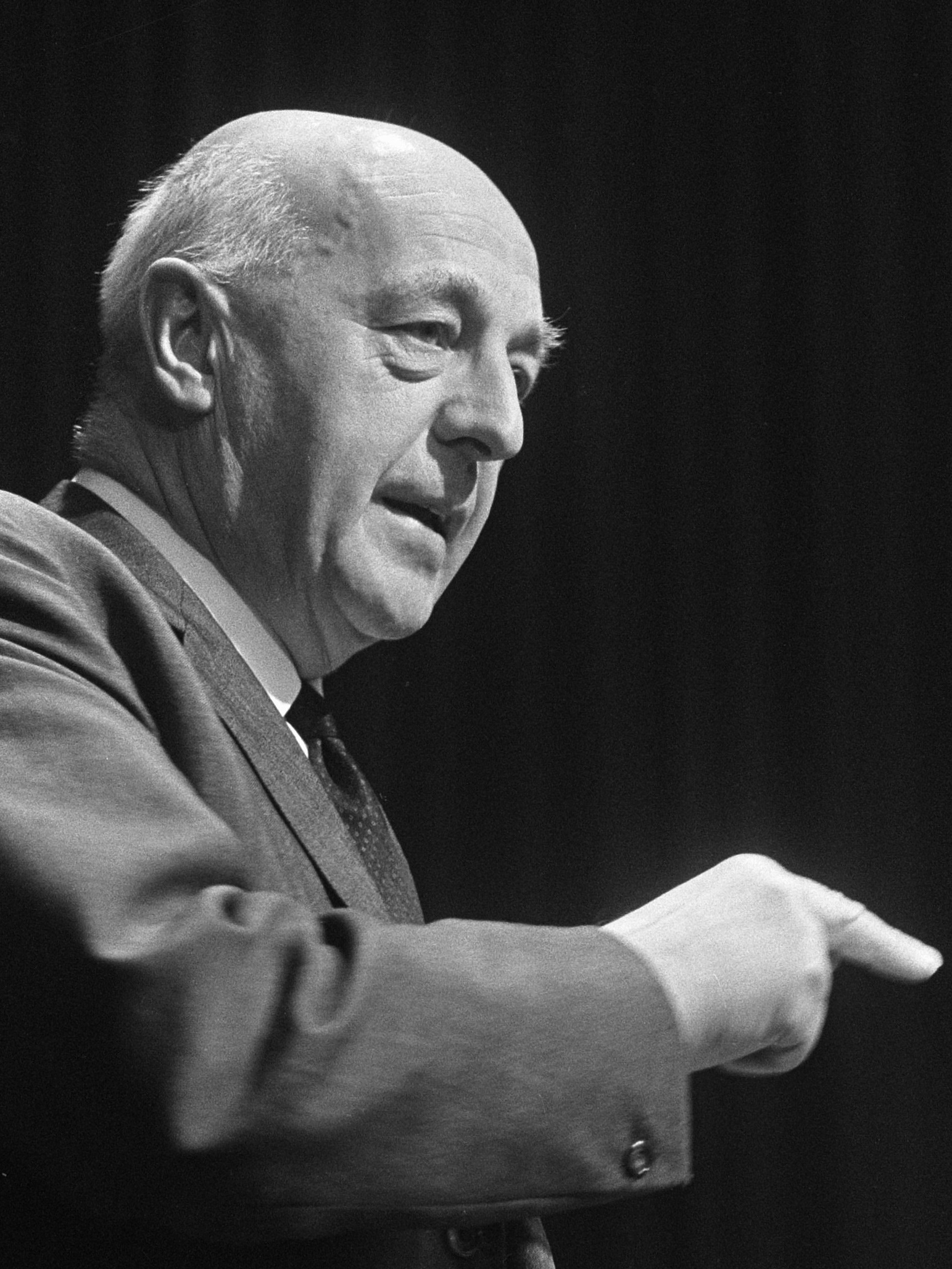
Sicco Mansholt (1967)

1958 wurde er einer der Kommissare der neu gebildeten Europäischen Kommission und befasste sich auch in dieser Position in erster Linie mit Agrarpolitik. Seine in den Niederlanden angewandten Konzepte übertrug er auf die gesamteuropäische Landwirtschaft. Ein 1960 vorgelegter Plan zur Integration der europäischen Landwirtschaft im großen Maßstab und zur Festlegung einheitlicher Preise für ihre Produkte stieß jedoch weitgehend auf Ablehnung, da das Entstehen eines agrarwirtschaftlichen Kartells befürchtet wurde. Teilweise wurden diese Vorstellungen jedoch in den Verhandlungen zur weiteren Integration der EWG Anfang 1962 aufgegriffen. Ende 1968 legte er einen Plan vor (Mansholt-Plan), der durch die Reduzierung der Anzahl und die Vergrößerung der Flächen der landwirtschaftlichen Betriebe die europäische Landwirtschaft rationalisieren und an den Weltmarkt heranführen wollte.
Mansholt war Vizepräsident der EWG-Kommission seit 1958. Nach dem Übergang der EWG in die EG war Mansholt Vizepräsident der EG-Kommission und wurde 1972 und 1973 für sieben Monate Präsident der Europäischen Kommission. In dieser Zeit war er stark vom Club of Rome beeinflusst und er hatte eine außereheliche Beziehung zu Petra Kelly. 1974 wurde er stellvertretender Parteivorsitzender im Bund der Sozialdemokratischen Parteien der Europäischen Gemeinschaft.

## Bewertung
Der EU-Historiker Christoph Driessen bezeichnet Mansholt als den „Vollstrecker der Europäischen Agrarpolitik“. In seiner Position als Agrarkommissar kontrollierte er demnach den Bereich, in dem der europäische Binnenmarkt als erstes realisiert wurde. Mansholt habe dabei unpopuläre Maßnahmen nicht gescheut: „Er erkannte richtig, dass es aufgrund der immer effizienteren Anbaumethoden für die meisten Bauern keine Zukunft mehr gab. Die nationalen Politiker waren aber nicht bereit, dies zu akzeptieren und strichen seine angeblich“teuflischen„Reformpläne immer wieder zusammen.“ Jahrelang sei Mansholt so das „Schreckgespenst der europäischen Landwirte“ gewesen. Allein bei einer Kundgebung in Bonn seien 1971 neun Mansholt-Pupen am Galgen mitgeführt worden. Mit über 60 Jahren habe Mansholt dann noch einmal eine Kehrtwende vollzogen und sich über Nacht zum Umweltschützer und Propheten eines Nullwachstums gewandelt. „Vielleicht als erster Politiker in einer Spitzenposition forderte er eine völlige Neuausrichtung der Wirtschafts- und Energiepolitik nach dem Kriterium der Nachhaltigkeit.“